# Белавенцев, Олег Евгеньевич
Оле́г Евге́ньевич Бела́венцев (род. 15 сентября 1949, Остров, Псковская область, РСФСР, СССР) — российский государственный деятель. Герой Российской Федерации (2014). Почётный консул Никарагуа в Республике Крым с 2020 года.
Полномочный представитель президента Российской Федерации в Северо-Кавказском федеральном округе (28 июля 2016 — 26 июня 2018). Член Совета Безопасности Российской Федерации (2016—2018).
Действительный государственный советник Российской Федерации 1 класса (2014). Вице-адмирал (1999).
За «активную поддержку сепаратистских действий и политики» находится под санкциями всех стран Евросоюза, Великобритании, США и ряда других стран.

## Биография
Родился 15 сентября 1949 года в городе Остров Псковской области. Его отец — гвардии полковник Евгений Михайлович Белавенцев (1921—2008).
В 1971 году окончил Севастопольское высшее военно-морское инженерное училище. Служил на атомных подводных лодках Северного флота. Окончил Военно-дипломатическую академию.
По неподтверждённым данным, с 1982 года работал третьим секретарём по науке и технологиям посольства СССР в Лондоне, в 1985 году был выслан из Великобритании за шпионаж. Позднее служил в ГДР.
В 1995 году был назначен на пост первого заместителя генерального директора ФГУП «Росвооружение», который занимал до мая 1999 года.

С 2001 года руководил ФГУ «Агентство „Эмерком“» МЧС России.

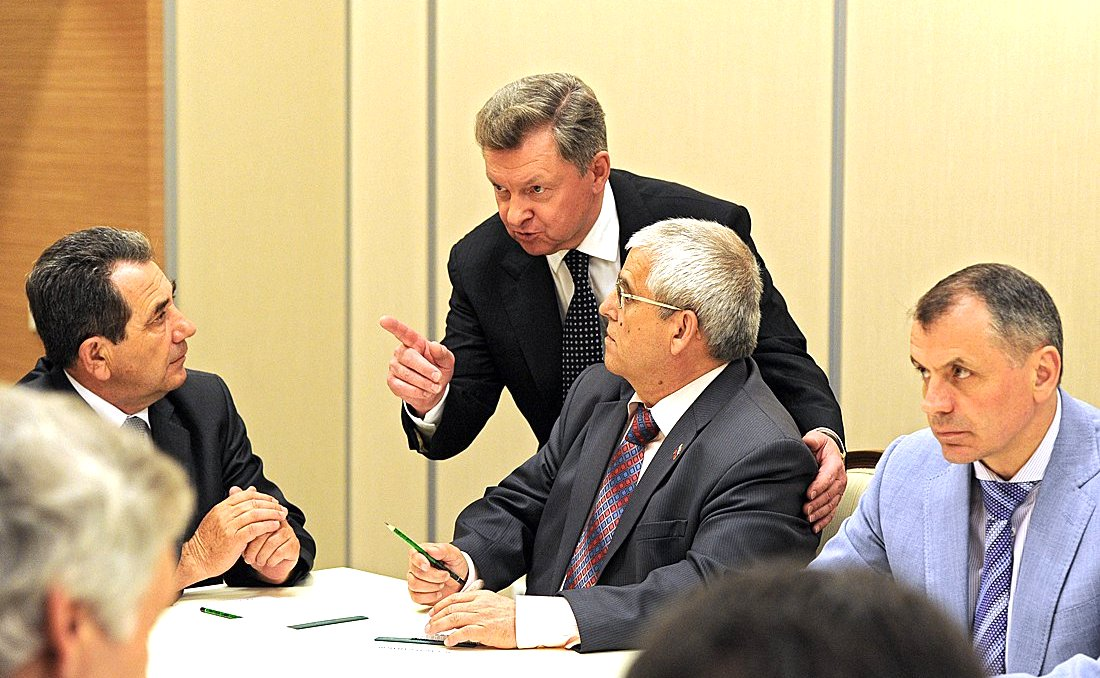
Профессор Дилявер Акмоллаев, полномочный представитель Президента в Крымском федеральном округе Олег Белавенцев, Васви Абдураимов, председатель Госсовета Республики Крым Владимир Константинов. Май 2014 года

С мая 2012 по 24 декабря 2012 года — начальник управления делами губернатора Московской области и областного правительства (при губернаторе Сергее Шойгу).
С 2006 года является учредителем Акционерного общества «ЗАРУБЕЖТЕХПРОМПРОЕКТ». Занимается поставкой техники для МЧС.
24 декабря 2012 года назначен на пост генерального директора ОАО «Славянка», дочернего предприятия «Оборонсервиса».
21 марта 2014 года, после аннексии Крыма, назначен полномочным представителем Президента Российской Федерации в образованном в тот же день Крымском федеральном округе. 28 марта включен в состав Совета Безопасности Российской Федерации.
28 августа 2016 года назначен полномочным представителем Президента Российской Федерации в Северо-Кавказском федеральном округе. 26 июня 2018 года освобожден от должности, 3 июля 2018 года выведен из состава Совета Безопасности Российской Федерации.
Святошинский районный суда Киева заочно приговорил к 13 годам тюрьмы Олега Белавенцева за «совершение посягательства на территориальную целостность и неприкосновенность Украины, подстрекательство к государственной измене и ведении агрессивной войны против Украины».

## Личная жизнь
Женат. Имеет сына и дочь.

## Доходы
В 2014 году доход составил 79,5 млн руб — наибольший в администрации президента.
По утверждению ряда журналистов, является близким другом министра обороны РФ Сергея Шойгу и обладателем многомиллиардной недвижимости в Севастополе и Крыму.

## Награды
- медаль «Золотая Звезда» Героя Российской Федерации (4 апреля 2014 года) — неопубликованный указ Президента Российской Федерации; за подготовку и проведение общекрымского референдума и проявленное при этом мужество[19]
- орден «За военные заслуги»;
- орден Почёта;
- орден Красной Звезды;
- орден «За верность долгу» (Республика Крым, 8 апреля 2015 года) — за выдающиеся личные заслуги, достигнутые в деле сохранения мира на полуострове, защиту конституционных прав и свобод жителей Республики Крым, плодотворную общественно-политическую деятельность, направленную на интеграцию Республики Крым в Российскую Федерацию[20];
- Почётный гражданин Республики Крым (17 февраля 2016 года) — за выдающиеся заслуги, достигнутые в деле укрепления мира и согласия на Крымском полуострове, плодотворную деятельность, направленную на развитие и процветание Республики Крым[21];
- медаль «За возвращение Крыма» (17 марта 2014 года) — за личный вклад в возвращение Крыма в Россию[22];
- другие медали СССР и Российской Федерации.